# Groupe de NGC 1255
Le groupe de NGC 1255 comprend au moins 7 galaxies situées dans les constellations du Fourneau et de l'Éridan. La distance moyenne entre ce groupe et la Voie lactée est d'environ 23,7 Mpc (∼77,3 millions d'al). 

## Membres
Le tableau ci-dessous liste les 7 galaxies qui sont indiquées sur le site « Un Atlas de l'Univers » créé par Richard Powell.  
| Nom        | Constellation | Classification | Type                        | α (J2000.0)   | δ (J2000.0)  | Vitesse radiale (km/s) | Magnitude apparente | Distance (Mpc) |
| ---------- | ------------- | -------------- | --------------------------- | ------------- | ------------ | ---------------------- | ------------------- | -------------- |
| NGC 1255   | Fourneau      | SAB(rs)bc      | Spirale intermédiaire       | 03h 13m 32.0s | -25° 43′ 31″ | 1686 ± 3               | 10,9                | 23,5 ± 1,7     |
| NGC 1201   | Fourneau      | SA0^0(r)?      | Lenticulaire                | 03h 04m 08.0s | -26° 04′ 11″ | 1686 ± 33              | 10,7                | 23,5 ± 1,8     |
| NGC 1302   | Fourneau      | (R)SB0/a(r)    | Lenticulaire                | 03h 19m 51.2s | -26° 03′ 38″ | 1710 ± 3               | 10,7                | 23,9 ± 1,7     |
| ESO 480-25 | Fourneau      | SB(s)m:        | Spirale barrée magellanique | 03h 03m 50.5s | -25° 16′ 21″ | 1726 ± 3               | 15,00               | 24,1 ± 1,7     |
| ESO 481-14 | Fourneau      | SB(s)m:        | Spirale barrée magellanique | 03h 13m 40.4s | -25° 11′ 17″ | 1733 ± 3               | 14,21               | 24,2 ± 1,7     |
| ESO 481-18 | Fourneau      | SB(rs)cd       | Spirale barrée              | 03h 18m 32.8s | -25° 50′ 08″ | 1796 ± 7               | 13,54               | 25,1 ± 1,8     |
| ESO 481-19 | Éridan        | IB(s)m         | Irrégulière magellanique    | 03h 18m 43.4s | -23° 47′ 02″ | 1538 ± 5               | 15,66               | 21,5 ± 1,5     |

Le site DeepskyLog permet de trouver aisément les constellations des galaxies mentionnées dans ce tableau ou si elles ne s'y trouvent pas, l'outil du site constellation permet de le faire à l'aide des coordonnées de la galaxie. Sauf indication contraire, les données proviennent du site NASA/IPAC.